# Into You
Singles de Ariana Grande
Dangerous Woman
(2016) Side to Side
(2016)
Pistes de Dangerous Woman
Be Alright (en)
(2) Side to Side
(4)
Into You est une chanson de la chanteuse américaine Ariana Grande, c'est le deuxième single de son troisième album, appelé Dangerous Woman.

## Classements
| Classement (2016)                             | Meilleure position |
| --------------------------------------------- | ------------------ |
| Argentine (Monitor Latino)                    | 1                  |
| Australie (ARIA)                              | 11                 |
| Autriche (Ö3 Austria Top 40)                  | 46                 |
| Belgique (Flandre Ultratop 50)                | 29                 |
| Belgique (Wallonie Ultratip)                  | 7                  |
| Canada (Canadian Hot 100)                     | 13                 |
| Canada AC (Billboard)                         | 22                 |
| Canada CHR/Top 40 (Billboard)                 | 10                 |
| Canada Hot AC (Billboard)                     | 12                 |
| République tchèque (Singles Digitál Top 100)  | 18                 |
| Danemark (Tracklisten)                        | 30                 |
| Europe (Euro Digital Songs)                   | 20                 |
| Finlande Download (Latauslista)               | 21                 |
| France (SNEP)                                 | 64                 |
| Allemagne (Official German Charts)            | 49                 |
| Grèce Digital Songs (Billboard)               | 4                  |
| Guatemala (Monitor Latino)                    | 10                 |
| Hongrie (Single Top 40)                       | 17                 |
| Hongrie (Stream Top 40)                       | 17                 |
| Islande (RÚV)                                 | 15                 |
| Irlande (IRMA)                                | 12                 |
| Italie (FIMI)                                 | 29                 |
| Japon (Japan Hot 100)                         | 25                 |
| Lettonie (Latvijas Top 40)                    | 20                 |
| Liban (Lebanese Top 20)                       | 18                 |
| Pays-Bas (Dutch Top 40)                       | 13                 |
| Pays-Bas (Single Top 100)                     | 21                 |
| Nouvelle-Zélande (Recorded Music NZ)          | 9                  |
| Norvège (VG-lista)                            | 25                 |
| Portugal (AFP)                                | 22                 |
| Écosse (Official Charts Company)              | 11                 |
| Slovaquie (Rádio Top 100)                     | 45                 |
| Slovaquie (Singles Digitál Top 100)           | 13                 |
| Corée du Sud International Chart (Gaon)       | 58                 |
| Espagne (PROMUSICAE)                          | 43                 |
| Suède (Sverigetopplistan)                     | 31                 |
| Suisse (Schweizer Hitparade)                  | 34                 |
| Royaume-Uni Singles (Official Charts Company) | 14                 |
| États-Unis Billboard Hot 100                  | 13                 |
| États-Unis Adult Top 40 (Billboard)           | 20                 |
| États-Unis Dance/Mix Show Airplay (Billboard) | 9                  |
| États-Unis Dance Club Songs (Billboard)       | 8                  |
| États-Unis Mainstream Top 40 (Billboard)      | 7                  |
| États-Unis Rhythmic (Billboard)               | 14                 |

| Classement (2016)                             | Position |
| --------------------------------------------- | -------- |
| Argentine (Monitor Latino)                    | 16       |
| Australie (ARIA)                              | 49       |
| Belgique (Flandre Ultratop)                   | 94       |
| Canada (Canadian Hot 100)                     | 30       |
| Danemark (Tracklisten)                        | 97       |
| Italie (FIMI)                                 | 78       |
| Pays-Bas (Dutch Top 40)                       | 78       |
| Pays-Bas (Single Top 100)                     | 68       |
| Suède (Sverigetopplistan)                     | 96       |
| Suisse (Schweizer Hitparade)                  | 88       |
| Royaume-Uni Singles (Official Charts Company) | 46       |
| États-Unis Billboard Hot 100                  | 51       |
| États-Unis Dance/Mix Show Airplay (Billboard) | 48       |
| États-Unis Mainstream Top 40 (Billboard)      | 35       |